# 조 키튼

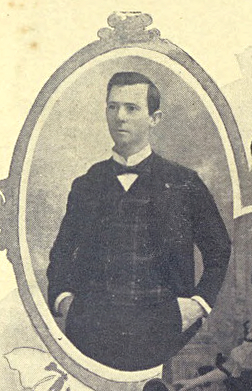

조 키튼(Joe Keaton, 1867년 7월 6일 ~ 1946년 1월 13일)은 미국의 배우, 영화배우이다.
인디애나주에서 태어났으며 벤투라군에서 사망하였다. 사인은 교통사고이다.

## 영화
- 스팀보트 빌 주니어 (1928년)
- 제너럴 (1926년)
- 셜록 2세 (1924년)
- 손님 접대법 (1923년)
- 일렉트릭 하우스 (1922년)
- 백일몽 (1922년)
- 이웃 (1920년)
- 피고 13 (1920년)
- 허수아비 (1920년)
- 더 벨 보이 (1918년)